# Dasychira metathermes
Dasychira metathermes är en fjärilsart som beskrevs av George Francis Hampson 1905. Dasychira metathermes ingår i släktet Dasychira och familjen tofsspinnare. Inga underarter finns listade i Catalogue of Life.